# 耶尔 (埃松省)
耶尔（法語發音：[jɛʁ] ⓘ）是法国法兰西岛大区埃松省的一个市镇，位于该省东北部，属于埃夫里区。

## 地理
耶尔（48°42'58"N, 2°29'27"E）面积9.84 平方千米，位于法国法蘭西島大區埃松省，该省份为法国北部内陆省份，北起上塞纳省和马恩河谷省，西接厄尔-卢瓦省和伊夫林省，南至卢瓦雷省，东临塞纳-马恩省。
与耶尔接壤的市镇（或旧市镇、城区）包括：利梅伊-布雷瓦讷、布吕努瓦、克罗讷、蒙热龙、瓦朗通、维勒克雷讷。

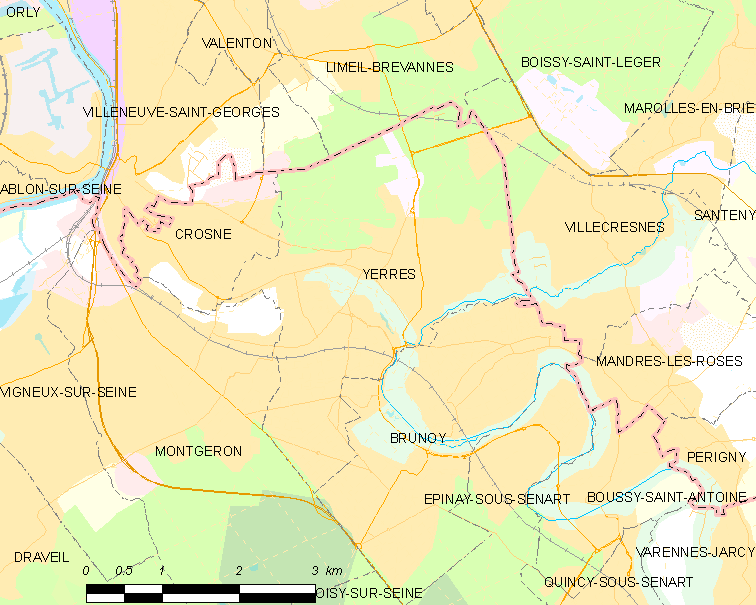
的OSM定位图

耶尔的时区为UTC+01:00、UTC+02:00（夏令时）。

## 行政
耶尔的邮政编码为91330，INSEE市镇编码为91691。

## 政治
耶尔所属的省级选区为耶尔县。

## 人口

1962-2008年间人口变化图示

耶尔于2022年1月1日时的人口数量为28349人。